# ローワン・リケッツ
ローワン・アンソニー・リケッツ（Rohan Anthony Ricketts 、1982年12月22日 - ）は、イングランド出身のサッカー選手。ポジションはミッドフィルダー。身長は183cm、体重は73kg。

## クラブ歴
2002年、アーセナルのライバルであるトッテナム・ホットスパーへ移籍。アーセナルからトッテナム・ホットスパーへ移籍した4人目の選手となり、両チームでプレーした12人目の選手となった。
2003-04シーズンはトップチームのレギュラーとして活躍。2003年12月、1年間の契約延長に合意した。
2007年7月、チャンピオンシップのバーンズリーと2年契約を結んだが、2008年4月11日に解雇された。
2014年1月、タイ・プレミアリーグのPTTラヨーンと契約した。

## タイトル
アーセナル
- FAユースカップ: 2000, 2001

トロントFC
- カナダ選手権: 2009

シャムロック・ローヴァーズ
- リーグ・オブ・アイルランド: 2011